# Albert I van Gorizia
Albert I van Gorizia (circa 1240 - 1 april 1304) was van 1258 tot 1304 graaf van Gorizia en van 1258 tot 1271 graaf van Tirol. Hij behoorde tot het huis Gorizia.

## Levensloop
Hij was de zoon van graaf Meinhard I van Gorizia, vanaf 1253 eveneens graaf van Tirol, en Adelheid van Tirol. Nadat zijn vader werd verslagen door hertog Bernard van Karinthië, werden hij en zijn oudere broer Meinhard II in 1253 gevangengenomen door de aartsbisschop van Salzburg. Pas in 1262 werden ze terug vrijgelaten.
In 1258 werden Albert I en Meinhard II na de dood van hun vader graaf van Gorizia en Tirol. Na hun vrijlating in 1262 begonnen ze zelfstandig te regeren. In 1267 nam Albert I deel aan een militaire expeditie tegen de Republiek Venetië in het markgraafschap Istrië aan de zijde van de patriarch van Aquileja. 
In 1271 verdeelden Albert I en Meinhard II de gebieden van hun vader. Meinhard II kreeg het graafschap Tirol, terwijl Albert I het graafschap Gorizia behield. 
In de koperoorlog tussen de patriarch van Aquileja en de republiek Venetië, die van 1274 tot 1279 duurde, vocht Albert I aan de zijde van de patriarch van Aquileja. Toen in 1275 de strijd tussen Rudolf I van Habsburg en Ottokar II van Bohemen om de macht van het Heilig Roomse Rijk uitbrak, koos hij dan weer de zijde van Rudolf I van Habsburg. Zo vielen Albert I en Krain en de Windische Mark en zijn broer Meinhard II Karinthië binnen, waarna ze in 1276 gezamenlijk Stiermarken binnenvielen. Uiteindelijk kwam deze oorlog in 1278 met de slag bij Dürnkrut ten einde, waarbij Ottokar II sneuvelde. Daarna werd Ottokars gebieden door Rudolf in beslag genomen. Als dank voor de steun van de broers schonk Rudolf I in 1286 het hertogdom Karinthië aan Meinhard II.
In 1283 vocht Albert I voor een derde keer aan de zijde van de patriarch van Aquileja in een conflict met de republiek Venetië, ditmaal om de stad Triëst. Nadat Albert I een nederlaag leed tegen de republiek Venetië, tekende hij in april 1289 een aparte vrede met de republiek. In 1304 overleed hij.

## Huwelijken en nakomelingen
Eerst huwde Albert I met Euphemia van Glogau, een dochter van hertog Koenraad I van Glogau. Ze kregen volgende kinderen:
- Hendrik III (1263-1323), graaf van Gorizia
- Albert II (1268-1325), graaf van Gorizia
- Clara

Na de dood van zijn eerste vrouw huwde hij met Euphemia van Ortenburg, dochter van graaf Herman II van Ortenburg. Dit huwelijk bleef kinderloos.